# Markus Jonsson (snowboardzista)
Markus Jonsson (ur. 15 lutego 1980) – szwedzki snowboardzista. Nie startował na igrzyskach olimpijskich. Na mistrzostwach świata najlepszy wynik uzyskał na mistrzostwach w Madonna di Campiglio, gdzie zajął 5. miejsce w snowcrossie. Najlepsze wyniki w Pucharze Świata osiągnął w sezonie 2001/2002, kiedy to zajął 25. miejsce w klasyfikacji generalnej. Jest wicemistrzem świata juniorów w halfpipe’ie z 2000 r.
W 2004 r. zakończył karierę.

## Sukcesy

### Mistrzostwa Świata
| Miejsce | Dzień       | Rok  | Miejscowość          | Konkurencja    | Zwycięzca           |
| ------- | ----------- | ---- | -------------------- | -------------- | ------------------- |
| 26.     | 16 stycznia | 1999 | Berchtesgaden        | Halfpipe       | Ricky Bower         |
| 18.     | 27 stycznia | 2001 | Madonna di Campiglio | Halfpipe       | Kim Christiansen    |
| 5.      | 28 stycznia | 2001 | Madonna di Campiglio | Snowboardcross | Guillaume Nantermod |

### Puchar Świata

#### Miejsca w klasyfikacji generalnej
- 1997/1998 - 127.
- 1998/1999 - 36.
- 1999/2000 - 26.
- 2000/2001 - 29.
- 2001/2002 - 25.
- 2003/2004 - -

#### Miejsca na podium
1. Whistler – 11 grudnia 1998 (Halfpipe) - 3. miejsce
2. Whistler – 12 grudnia 1999 (Halfpipe) - 1. miejsce
3. San Candido – 11 marca 2000 (Halfpipe) - 1. miejsce
4. Sapporo – 18 lutego 2001 (Halfpipe) - 3. miejsce
5. Asahikawa – 25 lutego 2001 (Halfpipe) - 3. miejsce
6. Ruka – 16 marca 2001 (Halfpipe) - 1. miejsce
7. Valle Nevado – 7 września 2001 (Halfpipe) - 2. miejsce